# Doro Levi
Doro Levi (Trieste, 1 de junio de 1899 – Roma, 3 de julio de 1991) fue un arqueólogo e historiador del arte grecorromano, italiano, que desarrolló su actividad en los países mediterráneos en el siglo XX. Fue director de la Escuela arqueológica italiana de Atenas desde el verano de 1947 hasta finales de 1976.

## Biografía
Terminó la escuela secundaria en Trieste. El ambiente triestino le marcó su perfil cultural irredentista. Luego se trasladó a Florencia, donde se licenció en la Universidad de Florencia. Doro Levi estuvo en Atenas, desde 1921 hasta 1926, en la Escuela arqueológíca italiana de Atenas, en aquel entonces dirigida por Alessandro Della Seta. Los años florentinos fueron los de su amistad con Bernard Berenson y sus primeras asignaciones de trabajo: en 1926 inició su actividad en la Soprintendenze de Etruria, primero como inspector, y desde 1935 como superintendente.
En 1935 fue nombrado profesor ordianario de arqueología y de arte greco-romano italiano en la Universidad de Cagliari (Cerdeña), disciplina en la que había obtenido la habilitación en 1931. Este paréntesis de tres años en Cerdeña fue muy fructífero, tanto para su formación como para el avance de la arqueología en la isla. En esos tres años ocupó también la dirección de la Superintendencia de Cerdeña, realizó la restauración del Anfiteatro romano de Cagliari, la excavación de la necrópolis prehistórica de Anghelu Ruju y del asentamiento nurágico de Serra Orrios y la esploración de la necrópolis púnica de Olbia. Se remonta a aquellos años una anécdota, recordada en 1981, cuando tuvo que evitar la pérdida para el patrimonio arqueológico de la isla de un hallazgo importante: un collar púnico de cristal, proveniente de la necrópolis de Olbia, a punto de ser dado como regalo al número dos del régimen nazi, Hermann Göring, en el momento de su llegada a la isla.
Desde 1938 a 1945, Levi fue miembro del Instituto de Estudios Avanzados de Princeton, de Princeton, New Jersey. Levi publicó manuscritos técnicos de arqueología, como el de Festos e la Civiltà Minoica, tavole I editado en 1976.  Uno de sus trabajos más significativos fue una excavación a largo plazo de la Festos minoica, cuyo yacimiento arqueológico es el segundo asentamiento en importancia  tras el de Cnosos y que ha proporcionado importantes hallazgos como el Disco de Festos y cuantiosa cerámica de la Edad del Bronce.